# Pseudaprophata
Pseudaprophata is een kevergeslacht uit de familie van de boktorren (Cerambycidae). De wetenschappelijke naam van het geslacht werd voor het eerst geldig gepubliceerd in 1961 door Breuning.

## Soorten
Pseudaprophata omvat de volgende soorten:
- Pseudaprophata albomaculata Hüdepohl, 1995
- Pseudaprophata marinduquensis Vives, 2012
- Pseudaprophata newmanni (Westwood, 1863)
- Pseudaprophata puncticornis (Heller, 1924)